# Iver Tildheim Andersen
Iver Tildheim Andersen (29 settembre 2000) è un fondista norvegese.

## Biografia
Attivo dal gennaio del 2017, Andersen ai Mondiali juniores di Lahti 2019 ha vinto la medaglia di bronzo nella 10 km e l'anno dopo nella rassegna iridata giovanile di Oberwiesenthal 2020 ha conquistato la medaglia d'oro nella 30 km. In Coppa del Mondo ha esordito il 6 marzo 2022 nella 50 km disputata a Oslo (24º) e ha conquistato la prima vittoria il 2 dicembre dello stesso anno nella 10 km di Lillehammer, alla sua seconda partecipazione a una gara del massimo circuito mondiale; non ha preso parte a rassegne olimpiche o iridate.

## Palmarès

### Mondiali juniores
- 2 medaglie:
  - 1 oro (30 km a Oberwiesenthal 2020)
  - 1 bronzo (10 km a Lahti 2019)

### Coppa del Mondo
- Miglior piazzamento in classifica generale: 36º nel 2023
- 6 podi (5 individuali, 1 a squadre):
  - 2 vittorie (individuali)
  - 3 secondi posti (2 individuali, 1 a squadre)
  - 1 terzo posto (individuale)

#### Coppa del Mondo - vittorie
| Data            | Località    | Nazione  | Specialità |
| --------------- | ----------- | -------- | ---------- |
| 2 dicembre 2022 | Lillehammer | Norvegia | 10 km TL   |
| 17 gennaio 2025 | Les Rousses | Francia  | 10 km TL   |

Legenda:

TL = tecnica libera